# موت سميرة (فلم)
موت سميرة هو فيلم دراما مصري من إخراج محمد البشير وبطولة كمال الشناوي، رغدة، إلهام شاهين، يوسف شعبان، مريم فخر الدين وأسامة عباس، صدر الفيلم في 26 أغسطس 1985. الفيلم مبني على حادثة مقتل سميرة مليان في منزل بليغ حمدي. وقد أعلنت إلهام شاهين ندمها على المشاركة في الفيلم لأنه يدين بليغ حمدي بمقتل سميرة. رغم أن الفيلم لم يذكر بليغ حمدي بالاسم.

## نبذة
يصل إلى القاهرة المليونير عبدالرحمن شاكر برفقة سميرة، يتعرف بالملحن الكبير فهمي ويعجب بالمطربة الناشئة نورا، وعندما تصده يعتدي عليها. يضغط عليه فهمي ليتزوجها وتنهار سميرة، تكتشف نورا خيانة زوجها لها فتلجأ لفهمي، يلحق بها عبدالرحمن في منزل فهمي، تثور عليه سميرة فيعتدي عليها بالضرب حتى الموت.

## طاقم العمل
- كمال الشناوي بدور عبد الرحمن شاكر
- رغدة بدور سميرة
- إلهام شاهين بدور نورة
- يوسف شعبان بدور فهمي صالح
- مريم فخر الدين بدور حياة
- أسامة عباس بدور سمير الجوهري

## وصلات خارجية
- مقالات تستعمل روابط فنية بلا صلة مع ويكي بيانات